# Лора Маринова
Лора Маринова е българска художничка и сценограф.

## Биография и творчество
Лора Янкова Маринова е родена на 1 юни 1953 г. във Варна. Дъщеря е на художника Янко Маринов. Завършва средно музикално образование със специалност пиано. През 1977 г. се дипломира в Националната художествена академия в София, със специалност „Сценография“. От 1997 г. до 2002 г. е последователно сценограф и главен художник на Варненската опера. От 1985 г. е член на СБХ.
Има реализирани над 60 сценографски проекта, като за балетния спектакъл „Анна Каренина“ получава награда „Варна“ като част от наградения колектив. Има нежен, импресионистичен рисунък, изчистената палитра, и естетските и добре подбрани теми в картините си. Участва редовно в международни и национални общи представителни изложби, а през 2007 г. се представя и в Първото международно биенале на миниатюрата в Русе.
Лора Маринова има две номинации за живопис в престижния конкурс „Национални награди Алианц България“ – през 2008 г. за картината си „Старост“ и през 2010 г. – за портрета на баща си – художника Янко Маринов. Нейни платна са притежание на частни колекционери в България, Италия, Франция, Холандия, Германия, САЩ и Канада.
Живее и работи във Варна.